# Petit théâtre (Auray)
Le petit théâtre d'Auray est une salle de théâtre de la ville d'Auray, dans le Morbihan.

## Localisation
L'édifice est situé sur la place de la République, au centre-ville d'Auray.

## Historique
La ville d'Auray organise en 1903 un concours d'architecte pour la reconstruction des halles (rasées en 1905) et la construction d'un nouveau bâtiment devant abriter le tribunal d'instance et une salle des fêtes. C'est Édouard Ramonatxo, architecte établi à Pontivy, qui remporte ce concours,. Le bâtiment est construit entre 1903 et 1907. Édouard Ramonatxo obtient également en 1910 le marché de la décoration intérieure du théâtre. Les premières représentations y sont données la même année.
Il abrite au rez-de-chaussée le tribunal d'instance jusqu'en juin 2006 et, à l'étage, le théâtre à l'italienne qui lui donne son nom.
Le théâtre est inscrit au titre des monuments historiques par arrêté du 23 février 2016. Du fait de son époque de construction, il bénéficie également du Label « Patrimoine du XXe siècle ».

## Architecture
Le théâtre est construit dans le prolongement des nouvelles halles (détruites depuis et reconstruites en 1999), elles-mêmes établies dans le prolongement de l'hôtel de ville,.
Extérieurement, ce bâtiment est caractéristique du style de son époque, mêlant les architectures éclectique et rationaliste. À l'inverse, l'intérieur est décoré dans le style Art nouveau.
Le théâtre est aménagé à l'italienne,, la scène affectant une pente douce vers la rampe.

## Animations
Le théâtre accueille tous les ans le festival Les Nuits soniques